# 音速少女隊 -Photon Angels-
『音速少女隊 -Photon Angels-』（おんそくしょうじょたい）は、中国のオンラインゲーム会社・紫狼遊戯（上海紫琅信息科技有限公司）が開発するスマートフォン向けゲームアプリ。日本国内ではポリゴンマジックの運営により2015年8月19日から2015年11月24日まで配信された。日本の声優を起用した中国製日系ゲーム のひとつ。
世界各国の戦闘機を萌え擬人化したメカ少女が戦うというコンセプトの作品は、日本国内においても『空戦乙女☆ヴァージンストライク』などが存在するが、本作はそれらに先駆けてリリースされた。

## 音速少女隊シリーズ

### 戦姫図鑑
音速少女隊シリーズではシリーズ第1作である日本語版『音速少女隊』を除く全作品に戦姫図鑑が実装されており、航空機機体記号や国籍などプロフィールを確認できる。ボイス実装は日本語版『音速少女隊』のみ。各言語版により独自の配列を持つ場合があるため国旗アイコンで示した。
- 日本語版『音速少女隊』限定
- 繁体中国語版『音速少女隊』限定
- SEA版『Photon Angels』限定
- 簡体中国語版『音速少女隊』[簡 5]限定

Eから始まる番号はボス図鑑の一部であり、音速少女隊2シリーズにて戦姫として登場するキャラクターのみ参考として掲載する。
| No. | 航空機機体記号               | 戦姫名                                                    |
| --- | ---------------------------- | --------------------------------------------------------- |
| 001 | C-101                        | ビビ（ビビアナ・ソアレス）CV:高森奈津美                   |
| 002 | MiG-15                       | ナスチャ（アナスタシア・リトヴァク）CV:津田美波           |
| 003 | Étendard IV-M                | エリー（エリーヌ・ブーシェ）CV:照井春佳                   |
| 004 | Harrier                      | ミリー（エミリー・ジョンソン）CV:加隈亜衣                 |
| 005 | F-2A                         | カズキ（神凪千輝）CV:大橋彩香                             |
| 006 | Mirage III                   | フラーニャ（フランシスカ・カスマニッチ）CV:優木かな       |
| 007 | JF-17 Thunder                | マーシャ（マルシア・ポンテス）CV:小松未可子               |
| 008 | JH-7 飛豹                    | ヤンリー（ヤン・リー）CV:黒沢ともよ                       |
| 009 | F-104 Starfighter            | エマ（エマニュエル・イヤハート）CV:田澤茉純               |
| 010 | F-4EJ                        | ルー（ルーシー・秋山）CV:加隈亜衣                         |
| 011 | J-7                          | ティティ（ネフェルティティ・サムラ）CV:石上静香           |
| 012 | J-8 II                       | ユジン（クォン・ユジン）CV:長妻樹里                       |
| 013 | J-10 猛龍                    | シュンメイ（リウ・シュンメイ）CV:石上静香                 |
| 014 | MiG-23 Frogger               | ディー（ディーバ・ガンジー）CV:大森日雅                   |
| 015 | F-4 Phantom II               | フィー（オフェリア・パパス）CV:山崎はるか                 |
| 016 | JAS39 Gripen)                | ティナ（メルタ・アンデルソン）CV:大森日雅                 |
| 017 | MiG-25 Foxbat                | イーリャ（イリヤ・ブダノワ）CV:上坂すみれ                 |
| 018 | F-15 Eagle                   | アダ（アデレーン・バルフム）                              |
| 019 | F-16 FightingFalcon          | マリー（マリア・リンドバーグ）CV:山本希望                 |
| 020 | Tornado IDS                  | ジュディ（ジュディッタ・ネグロン）CV:田澤茉純             |
| 021 | Rafale M                     | フラン（フランソワーズ・イルズ）CV:山崎はるか             |
| 022 | Mirage 2000                  | レイニー（チェン・ホンファ）CV:黒沢ともよ                 |
| 023 | Eurofighter Typhoon          | アン（アンネ・ライチェ）CV:長妻樹里                       |
| 024 | MiG-29 Fulcrum               | アイヴィー（イヴァナ・アレクサンドロワ）CV:五十嵐裕美     |
| 025 | Su-27 Flanker                | リリー（リリア・クズネツォワ）CV:木戸衣吹                 |
| 026 | Su-35 SuperFlanker           | リーナ（マリナ・ラスコワ）CV:上坂すみれ                   |
| 027 | F-22 Raptor                  | ジェン（ジェイミー・コクラン）CV:優木かな                 |
| 028 | F/A-18 Hornet                | ドリュー（アンドレア・トーマス）CV:五十嵐裕美             |
| 029 | J-31 鶻鷹                    | リンシン（ワン・リンシン）CV:石上静香                     |
| 030 | T-50 PAK FA                  | ターニャ（タチアナ・ヴァリァエワ）CV:上坂すみれ           |
| 031 | J-20 威龍                    | レイシュン（ワン・レイシュン）CV:升望                     |
| 032 | Su-33 FlankerD               | サーシャ（サーシャ・クリスワ）                            |
| 032 | Su-27SK FlankerC             | サーナ CV:大島美咲                                        |
| 033 | Su-30MK2V Su-33D FlankerD    | アイン（グアン・ティ・アイン）CV:桜川めぐ                 |
| 034 | F-2B F-16J                   | サクラコ（南條桜子）CV:羽月理恵                           |
| 035 | A-4 SkyHawk                  | ハック（ハック・サントス）                                |
| 035 | F-15J                        | アユム（兵頭歩）CV:真中桂子                               |
| 036 | F-5E TigerII                 | カティア（カティア・マーティンズ）                        |
| 036 | F-22J Raptor                 | メグ（竹内恵美）CV:羽月理恵                               |
| 037 | Super Étendard               | キャサリン（キャサリン・ブロハ）                          |
| 037 | F-18J Hornet                 | オキク（西崎菊乃）CV:桜川めぐ                             |
| 038 | F-14 Tomcat                  | ロッティー（シャーロット・ミッチェル）CV:大島美咲         |
| 039 | T-38 Talon                   | エリ（エリザベス・ノス）                                  |
| 039 | Mirage 5                     | ディーア（ナディア・ギル）CV:河崎桃子                     |
| 040 | JL-10 獵鷹 TAV-8B Harrier II | ルペ（ペネロペ・ペルドゥ）CV:羽月理恵                     |
| 041 | F-4EJ 改                     | 美雪（秋山美雪）                                          |
| 041 | Su-30KI                      | シンガ（シンガ・ヤン・バイ）CV:小清水亜美                 |
| 042 | MiG-27 Flogger               | サナ（サナティ・レイ）                                    |
| 042 | MiG-29N                      | スンラ（ネンムラ・スンラ・ビンティ・アブドル）CV:尼子絢那 |
| 043 | F/A-18A Hornet               | ナナ（クリスティーナ・ナナ）                              |
| 043 | F/A-18 Hornet                | クロエ（クロエ・タウロス）CV:小林ゆう                     |
| 044 | MiG-31 Foxhound              | ナタリー（ナタリヤ・イファンシュワ）                      |
| 044 | RF-5S Tiger II               | ハティ（バイライ・ハーティ）CV:本渡楓                     |
| 045 | F-15E Strike Eagle           | ジュヌ（ジュヌ・オブラウン）                              |
| 045 | Su-25 Frogfoot               | サーシャ（サーシャ・クリサノワ）CV:田中あいみ             |
| 046 | Su-34 Fullback               | ソフィー（ソフィー・アエリタ）                            |
| 047 | J-11B                        | 詩怡（蘇詩怡）                                            |
| 048 | J-15                         | 詩舞（蘇詩舞）                                            |
| 049 | J-16                         | 詩綾（蘇詩綾）                                            |
| 050 | Y-23 Blackwidow II           | アシェリ（アシェリ・マルツ）                              |
| 051 | F-2A                         | 新年カズキ（神凪千輝）                                    |
| 052 | J-10                         | 新年シュンメイ（リウ・シュンメイ）                        |
| 053 | JH-7 飛豹                    | 新年玲玲（ヤン・リー）                                    |
| 055 | F-15 Eagle                   | アダ（アデレーン・バルフム）CV:木戸衣吹                   |
| 090 | J35 Dragon                   | 龍（ローラ・ドス）                                        |
| 091 | J37 Viggen                   | 雷（チェン・ドス）                                        |
| 119 | AH-64 Apache                 | 帕小茜（帕小茜）                                          |
| 120 | F-CK-1 經國號戰鬥機          | 瑜（蒋小瑜）                                              |
| 121 | MiG-35                       | アイちゃん（モエダ・アイ）                                |
| 121 | Mayjasmine-6                 | ジアンチン                                                |
| 122 | 三菱 F3                      | キバちゃん（モエダ・キバ）                                |
| 122 | Mayjasmine-2                 | ココア（メラティ）                                        |
| 122 | F-22                         | クリスマスジェン（ジェイミー・コクラン）                  |
| 123 | P-38J Lightning              | クリスタル（クリスタル・パウエル）                        |
| 123 | Mayjasmine-4                 | ピンホン（ミャオ・ピンホン）                              |
| 123 | J-20                         | 元旦レイシュン（ワン・レイシュン）                        |
| 124 | Mayjasmine-1                 | パパイヤ（ワン・ユーチン）                                |
| 124 | T-50                         | 元旦ターニャ（タチアナ・ヴァリァエワ）                    |
| 125 | MayJasmine-3                 | ヤジャ                                                    |
| 126 | Mayjasmine-5                 | チュチュ（チョン・チュチュ）                              |
| 127 | RainyKeelung-3               | チェンユ                                                  |
| 128 | RainyKeelung-5               | ユエンダ（リー・ユエンダ）                                |
| 129 | RainyKeelung-1               | ミンファ（リン・ミンファ）                                |
| 130 | RainyKeelung-4               | チーユン（シエ・チーユン）                                |
| 131 | RainyKeelung-2               | シャオユ（チャン・シャオユ）                              |
| E56 | oil platform                 | ベルダンディ                                              |
| E65 | Tu-144 Concordski            | コンコルドワ                                              |
| E66 | Concorde                     | コンコルディア                                            |
| E74 | C-17                         | 魔女ランダ                                                |

### 物語
2050年（あるいは2030年、20XX年）、突如として地球に飛来した飛行機ウィルスにより戦闘機が人類を襲い始めていた。人類が絶望にあふれる刹那、宇宙から希望の光が降り注ぎ、特殊な力を持った少女が選ばれて、武装した「戦姫」となって戦い始める。

### 配信の歴史
そもそも『音速少女隊』とは、2014年11月に紫狼遊戯が中国で配信したシューティングゲーム『雷霆戦姫 Thunder Girls』を、日本版として改めて開発したゲーム作品である。ジャンルは横シューティング、公称ジャンルは「美少女×シューティング×RPG」。紫狼遊戯が開発し、日本企業であるポリゴンマジックが配信。2015年4月27日から5月28日までのAndroidベータ版 (v1.x)、2015年6月29日からの両OSベータ版 (v2.x) を経て、2015年8月19日に正式版 (v3.x) 配信開始。2015年11月24日にサービス終了し、約3か月の配信を終えた。
前身となったのは中国でEricsakuraがiOS用に開発し、2013年1月6日に配信した同人ゲーム『特訓30秒 Hard Training 30s』。氏は以前にも中国の鉄道を美少女化した同人ゲーム『天朝鉄道少女』 にイラストレーターとして参加しており、兵器の美少女化を得意としている。氏はさらに2013年11月に『特訓30秒EX』を配信開始し、2014年7月には『雷霆戦姫 Thunder Girls』 を発表。2014年11月に紫狼遊戯が正式版『雷霆戦姫』を配信した。なお他社から『新雷霆戦姫』 や『雷霆戦姫2』、さらに3、4、5など類似する作品が配信されたが全くの別作品である。
日本では2016年3月1日に再び『空のヴァルキューレ -Valkyrie of Sky-』（配信元：RYUK株式会社）という名称で事前登録を開始 したものの2016年11月4日に配信中止。2017年3月23日より再三『戦機美少女オンライン Fighter Girls Online』（配信元：Yiloo）という名称で配信し、2017年12月30日に約7か月でサービス終了。日本向けとしてはこれ以降配信されていない。
繁体字圏（香港・台湾・マカオ）では2016年2月2日からクローズドベータ版を配信し、引き続きオープンベータという形式で3月7日 から10月31日 まで繁体中文版『音速少女隊 Photon Angels』（配信元：Awecent TW、新加坡商AWECENT有限公司台湾分公司）を約8か月配信。また2017年8月4日より繁体字圏で『光速戦姫 Photon Angels』（配信元：DiGeam（掘夢網股份有限公司））という名称で配信開始。2017年12月31日終了のイベントを最後に公式フェイスブックの更新が止まったが、プレイ自体は2019年末まで可能だった。
また Awecent Thailand による東南アジア (SEA) 向け英語版も2016年6月15日にサービス開始となった。このSEA版ではタイのアニメ情報サイト「Akibatan」とのコラボによるオリジナル戦姫やオリジナルボスが複数登場しているが、これらのSEA版オリジナルキャラクターはSEA版以外には一切登場していない。配信は2016年9月30日 で終了した。
中国では2016年6月23日より後継の別作品『音速少女隊2 Photon Angels 2』（配信元：天象互動（成都天象互動科技有限公司））をオープンベータ配信したが、後に先祖返りし、2016年10月13日には、日本で配信中止となった『空のヴァルキューレ -Valkyrie of Sky-』の漢化 版といえる『空之女武神』を配信している。また2016年10月18日より 2017年12月25日まで約14か月にわたり『音速少女隊』（配信元：冰穹互娯（上海冰穹網絡科技有限公司））を配信した。

## 音速少女隊2シリーズ

### 物語
舞台は次元の重なり合う中心、パラレルワールドの地球。世界は残酷を極めた第一次ウィルス大戦を経験していた。その終結後、世界各国はMOE技術の強大さを知ることとなり、各国はこぞって新たな戦姫の研究開発を開始。連合国は太平洋上に隠された小島に戦姫を訓練するための学園「MOE MISS」（通称MM学園）を創立……というのは表向きの理由で、アリス博士は次元の壁を守る拠点にすることを目的としていた。博士の主導のもと、ほどなくして学園は「翼」と呼ばれる新技術を自主開発する。この技術はか弱い少女も強大な戦力を得られるおかげで、次元の壁を守ることができ、「戦姫」の名声も上がっていった。
時がたつにつれ「翼技術」も多くの人が使うようになっていくが、それと同時になにかの勢力が動き始めていた。そしてそれがついにサマーフェスティバルにて露見してしまう。観衆の中から反逆者が出現し強大な力をふるう様子からみると、どうやら翼技術が反逆者の手に渡ってしまったらしい。その時、次元の裂け目が突然開き、戦姫と反逆者が引きずり込まれてしまう。
凄惨な戦いが終わり、危機は何事もなく去ったが、事件の後は学園に張り詰めた空気が流れていた。そして今日、四年に一度のサマーフェスティバルが再び到来。戦姫はみな浮かれるものの、脅威は鳴りを潜めるばかり。悲劇を繰り返さぬため、戦姫を導き学園を守る人材を探し始める。そして幾多もの試験を突破した主人公が、その適任として抜擢されたのだった。

### 配信の歴史
『音速少女隊2 Photon Angels 2』（配信元：天象互動）は、横STG『音速少女隊』とは異なる横スクロールACT。日本未配信。ただし2015年10月13日および22日に、『音速少女隊2』日本版公式と思われるツイッターアカウント にて『音速少女隊2』の情報発信をしており、日本における配信計画をうかがわせる。
まず中国で2016年6月23日 より30日まで『音速少女隊2 Photon Angels 2』 という名称でクローズドベータ版を配信。7月30日に放送開始するテレビ番組『夏日甜心』とのコラボのため、7月20日にゲームタイトルも『夏日甜心 Summer Sweetie』へと改称。7月22日 から29日 までのクローズドベータ版配信を経て、iOS版を8月18日に、Android版を8月25日に配信開始。iOS版は約一年後の2017年9月5日にサービス終了したが、Android版は7月6日に一足早くサービス終了。そして同日、Android用マーケットアプリであるTapTap版を配信開始、2017年9月5日にすべてサービス終了した。なお、このTapTap版は先刻サービス終了したAndroid版とは別内容のゲームとなっていた。
戦闘も横スクロールアクションからアクションRPGとなり、なでなでやデート、入浴といったキャラ萌え要素を排除した一方で、立ち絵のLive2Dの利点を生かした着替えシステムや衣装別ストーリーを導入した。なおTapTap版『夏日甜心』のみ戦姫を「甜心」と呼称し、学校名も「甜心学園」 と称している。
その後、TapTap版『夏日甜心』の繁化版 が制作され、繁体字圏にて『飛行少女学園 Flying Angel College』（配信元：紫狼遊戯）として2017年11月9日 から2018年4月11日にかけて配信された。
この『飛行少女学園』の9月ごろ配信のクローズドベータ版で用いられていた立ち絵のLive2D は、他社作品に酷似しているとのことで正式版にてすべてオミット。これにより立ち絵のLive2Dを生かした着替えや、着替え機能を生かした衣装別ストーリーなど多くの内容がカットされることとなり、それは本作に続く同内容ゲームにも引き継がれている。
『飛行少女学園』のサービス終了後も、繁体字圏ではまた2017年12月27日から2018年8月17日にかけて『深藍戦紀 SKY WARS』（配信元：onizuka_lee）を、2018年2月23日から2018年7月31日 にかけて『你的学妹不可能這麼甜 X Battle Girls』（配信元：Mfun GAMES）を配信。ちなみにタイトルに含まれる漢字「麽」または「麼」、「你」または「妳」に表記ゆれが生じている。
このころ韓国でも2018年7月26日 より『飛行少女学園 Flying Angel Academy』（配信元：Dark Horse Games co., Ltd.）を配信開始。しかし2018年12月21日に接続障害が発生、そのまま告知なく自然終了するという『深藍戦紀』と同じ最期となった。
中国ではTapTap版『夏日甜心』を2017年9月に配信終了してからしばらく配信がなかったが、一年ぶりとなる2018年10月17日に『雷霆戦姫 Thunder Girls』を配信開始。2014年11月に配信開始した往年のタイトルを再利用することで古くからのファンへのサービスとなった。内容は『深藍戦紀』などとほぼ同一で、UIなどはかつてTapTap版『夏日甜心』で用いられた簡体字仕様のものになっている。ただし本作では一部の戦姫のイラストを一新したり、それに合わせて戦闘中のSD版Live2Dモデルを書き換えている。
中国には Google Play がないため、本作『雷霆戦姫』も一般のアプリストアからアプリを入手する必要があるが、「小7手遊」 で配信されているものと、それ以外のアプリストアで配信されているものとで2種類のバージョンが存在する事態になっている。「小7」版（配信元：尚米網絡（深圳尚米網絡技術有限公司））においてのみ、戦姫の枠を大幅に拡張するという大改造を実施。枠拡張にともない新規戦姫もぞくぞくと投入している。
また変態版 も制作されており、2018年12月6日 から2019年4月30日にかけて『戦姫学院・爽玩版 FIGHT HER COLLEGE』（配信元：星趣米娯（上海米娯網絡科技有限公司））と称するVIP6版を、2019年1月18日 から2019年6月16日にかけて『姫動戦隊・零計画』（配信元：星趣米娯（上海米娯網絡科技有限公司））と称する満V版 も配信された。

## 最新シリーズ
音速少女隊2シリーズが終わると、2019年8月1日 から9月25日 まで中国にて新シリーズの『飛行少女学園』（開発元：芸夢工作室、運営元：靠譜娯楽（福州靠譜網絡有限公司））を配信。システム周りは音速少女隊2シリーズを踏襲しているが、戦闘部分は音速少女隊2シリーズと異なり横スクロールSTG。奇しくも原点へ立ち返ることに。
- 主題歌を中国歌手の圈9（まる9）が中国語版と日本語版を歌い、中国国内限定で配信。
- 中国のゲームメーカー「西山居」のバーチャルネットアイドル「帝菲儿（Diffir）」と「朵朵」を新キャラクターとして登場させる。

 以上2件のタイアップが行われたが、またもや短期間でサービス終了した。

## 小説
『SF軽小説』（SFラノベ）という投稿サイトにて「Conly0321」がノベライズを投稿連載している。2015年9月1日から投稿連載が始まって、9月22日投稿の第14話まで続いているが、未完となっている。なお、触手表現があるためか第4話の挿絵は未掲載。
2015年9月24日、中国の掲示板群・百度の「音速少女隊2吧」 にて、吧主（ボードマスター）である「Onizuka_Lee」が『【軽小説】音速少女隊』 と題したスレッドを立てる。続けて同日、同スレッドに「正版de菜菜」というユーザーが序言を投稿。氏はスレッドにて公式小説であると述べている。
2015年10月8日、「EIEI810」というユーザーが「音速少女隊photonangels吧」 にて序言を再投稿するとともに、第1話および第2話を挿絵付き（ラノベの挿絵サイズ）で投稿。10月12日に第3話、13日に第4話から第6話、14日に第7話をそれぞれ挿絵付きで投稿。15日ごろに板機能が「音速少女隊吧」 へと移転したためか、第8話以降は未投稿。第4話の挿絵はこれが初出である。
その後も2015年10月13日から22日にかけて「音速少女隊2吧」 の『【軽小説】音速少女隊』 スレッドにて先ほどの3ユーザーが序言から第9話まで投稿したほか、2015年10月15日から10月28日にかけて「音速少女隊吧」の『《音速少女隊》軽小説』 スレッドにて「EIEI810」が序言から第11話までを連続投稿している。

## 公式
- 2015年8月19日配信アプリ 音速少女隊 - Photon Angels - 公式サイト - ウェイバックマシン（2015年11月13日アーカイブ分）
- 2016年3月7日配信アプリ 音速少女隊 (PhotonAngels) - Facebook（繁体字中国語）
- 2016年3月7日配信アプリ 音速少女隊==Photon Angels== - ウェイバックマシン（2016年11月8日アーカイブ分）（繁体字中国語）
- 2016年6月15日配信アプリ Photon Angels SEA (PhotonAngelsSEA) - Facebook（英語）
- 2016年6月15日配信アプリ Photon Angle - ウェイバックマシン（2016年9月22日アーカイブ分）（タイ語）
- 2016年6月23日配信アプリ 音速少女隊2官博 - 新浪微博（簡体字中国語）[簡 33]
- 2016年6月23日配信アプリ 音速少女隊2 - ウェイバックマシン（2016年6月26日アーカイブ分）（簡体字中国語）[簡 34]
- 2016年6月23日配信アプリ 音速少女隊2制作組 - 新浪微博（簡体字中国語）[簡 35]
- 2016年8月18日配信アプリ 夏日甜心 - ウェイバックマシン（2017年8月12日アーカイブ分）（簡体字中国語）
- 2016年8月18日配信アプリ 夏日甜心手遊 - 新浪微博（簡体字中国語）[簡 36]
- 2016年8月18日配信アプリ 夏日甜心 - ウェイバックマシン（2018年3月30日アーカイブ分）（簡体字中国語）
- 2017年3月23日配信アプリ 戦機美少女オンライン【公式】 (@fightergirlsol) - X（旧Twitter）
- 2017年11月9日配信アプリ 飛行少女学園 (@fxsnxy) - X（旧Twitter）（繁体字中国語）[繁 3]
- 2018年2月23日配信アプリ 你的学妹不可能這麼甜 (BattleGirlsOfficial) - Facebook（繁体字中国語）[繁 8]
- 2018年7月26日配信アプリ 飛行少女学園 (@123games3) - X（旧Twitter）（朝鮮語）[韓 1]
- 2018年10月17日配信アプリ “雷霆戦姫_小7手遊”. 2019年3月26日閲覧。（簡体字中国語）[簡 37]
- 2019年8月1日配信アプリ 飛行少女学園 - 新浪微博（簡体字中国語）[簡 22]

### 繁体
1. 1 2  繁体字: 新加坡商奧盛國際有限公司台灣分公司
2. 1 2  繁体字: 光速戰姬 Photon Angels
3. 1 2 3  繁体字: 飛行少女學園 Flying Angel College
4. 1 2  繁体字: 紫狼遊戲
5. 1 2  繁体字: 深藍戰紀 SKY WARS
6. 1 2  繁体字: 妳的學妹不可能這麽甜 X Battle Girls
7. ↑  繁体字: 機戰少女 FIGHTING GIRL
8. ↑  繁体字: 你的學妹不可能這麼甜

### 簡体
1. 1 2 3 4 5 6 7  簡体字: 紫狼游戏（上海紫琅信息科技有限公司）
2. 1 2  簡体字: 特训30秒 Hard Training 30s
3. 1 2  簡体字: 特训30秒EX
4. 1 2 3 4  簡体字: 雷霆战姬 Thunder Girls
5. 1 2 3  簡体字: 音速少女队 -Photon Angels-
6. 1 2  簡体字: 冰穹互娱（上海冰穹网络科技有限公司）
7. ↑  簡体字: 天朝铁道少女
8. ↑  簡体字: 雷霆战姬 Thunder Girls
9. ↑  簡体字: 新雷霆战姬
10. ↑  簡体字: 雷霆战姬2
11. ↑  簡体字: 音速少女队2 Photon Angels 2
12. 1 2 3  簡体字: 天象互动（成都天象互动科技有限公司）
13. 1 2 3  簡体字: 小7手游（深圳尚米网络技术有限公司）
14. 1 2  簡体字: 战姬学院・爽玩版 FIGHT HER COLLEGE
15. 1 2 3  簡体字: 星趣米娱（上海米娱网络科技有限公司）
16. 1 2  簡体字: 姬动战队・零计划
17. ↑  簡体字: 音速少女队 Photon Angels 2
18. ↑  簡体字: 甜心学园
19. ↑  簡体字: 小7手游
20. ↑  簡体字: 变态版
21. ↑  簡体字: 满V版
22. 1 2 3  簡体字: 飞行少女学园
23. 1 2  簡体字: 芸梦工作室
24. 1 2  簡体字: 靠谱娱乐（福州靠谱网络有限公司）
25. ↑  簡体字: SF轻小说
26. ↑  簡体字: 音速少女队2吧
27. ↑  簡体字: 【轻小说】音速少女队
28. ↑  簡体字: 音速少女队photonangels吧
29. ↑  簡体字: 音速少女队吧
30. ↑  簡体字: 音速少女队2吧
31. ↑  簡体字: 【轻小说】音速少女队
32. ↑  簡体字: 《音速少女队》轻小说
33. ↑  簡体字: 音速少女队2官博
34. ↑  簡体字: 音速少女队2
35. ↑  簡体字: 音速少女队2制作组
36. ↑  簡体字: 夏日甜心手游
37. ↑  簡体字: 雷霆战姬_小7手游

### 韓文
1. 1 2 3  朝鮮語: 비행소녀학원 Flying Angel Academy